# Irski okruzi
Irski okruzi (ga. contaetha na hÉireann; Ulster-Scots: coonties o Airlann) su podnacionalne podjele u Republici Irskoj koje su se koristile, a u nekim slučajevima i dalje koriste, za geografsko razgraničenje područja lokalne uprave. Te podjele nastale su nakon normanske invazije na Irsku kao imitacija okruga koje su se koristile kao jedinice lokalne samouprave u Kraljevini Engleskoj.  Stariji izraz ‘shire’ povijesno je bio jednak "okrugu". Glavna funkcija okruga bila je uvođenje kraljevske kontrole u području oporezivanja, sigurnosti i provođenja pravde na lokalnoj razini. Cambro-Normanski nadzor je u početku bio ograničen na jugoistočne dijelove Irske; protekla su još četiri stoljeća prije nego što se cijeli otok podijeljen na okruge. Istodobno, zastarjeli koncept okružnih korporacija uzdignuo je mali broj gradova i statusa na nivo kojim su postali ne manje važni od postojećih okruga u kojima su se nalazili. Ovaj mehanizam dvostruke kontrole od 32 okruga i 10 korporativnih okruga ostao je nepromijenjen nešto više od dva stoljeća, do početka 19. stoljeća. Od tada su granice okruga prilagođavane, a u nekim slučajevima su okruzi i podijeljeni kako bi udovoljili novim administrativnim i političkim zahtjevima.
Ovlasti koje su imali Cambro-Normanski baroni i staroenglesko plemstvo s vremenom su se smanjivali, a novi oblici političke kontrole su uvedeni u okruzima. U Republici Irskoj neki su okruzi podijeljeni u više manjih okruga. Uz određene gradove, okruzi i dalje čine temelj za razgraničenje područja lokalne uprave u Republici Irskoj. Trenutno postoji 26 okruga, tri grada i 2 gradska-okružna entiteta - moderni ekvivalent korporativnih okruga - koji se koriste za razgraničenje područja lokalne uprave u Republici.
U Sjevernoj Irskoj okruzi se više ne koriste za lokalnu upravu, nego su zamijenjani distriktima. Nakon podjele Irske 1921. godine, okrug je postao jedna od osnovnih zemljišnih jedinica, zajedno s okružnim borough-ima.